# Bolesław Michoń (lekkoatleta)
Bolesław Michoń (ur. 16 grudnia 1913 w Lublinie, zm. 4 stycznia 2007 tamże) – polski lekkoatleta, medalista mistrzostw Polski seniorów w chodzie na 20 km.

## Kariera sportowa
W 1957 roku zajął 2. miejsce na mistrzostwach Polski seniorów w chodzie na 20 km na zawodach rozegranych w Poznaniu.
Uprawiał także biegi. Wygrywał zawody biegowe o randze wojewódzkiej.
W czasie swojej kariery należał do klubów: WKS Unia Lublin, Budowlani Lublin, WZŁ Lublin, Związkowiec Lublin i Start Lublin.
Po zakończeniu startów zajmował się sędziowaniem zawodów lekkoatletycznych.

## Życie prywatne
Ukończył szkołę w zakresie łączności oraz Szkołę Artylerii. Pracował jako monter na poczcie. Był członkiem Towarzystwa Śpiewaczego „Echo” im. Stanisława Moniuszki w Lublinie. Został pochowany w Lublinie na cmentarzu przy ulicy Unickiej.
Nosił pseudonim „Dziadek”.

## Osiągnięcia

### Seniorzy – krajowe
| Rok  | Impreza                     | Miejsce | Konkurencja   | Pozycja    | Wynik     |
| ---- | --------------------------- | ------- | ------------- | ---------- | --------- |
| 1957 | Mistrzostwa Polski seniorów | Poznań  | chód na 20 km | 2. miejsce | 1:49:54,8 |